# Borulla gracilis
Borulla gracilis är en insektsart som beskrevs av Dworakowska, Sohi och Chandrasekhara A. Viraktamath 1980. Borulla gracilis ingår i släktet Borulla och familjen dvärgstritar. Inga underarter finns listade i Catalogue of Life.